# イオン喜連瓜破ショッピングセンター
イオン喜連瓜破ショッピングセンター（イオンきれうりわりショッピングセンター）は、大阪市平野区にあるショッピングセンターである。
イオン株式会社が開発しイオンリテール株式会社が運営を行っている。イオン喜連瓜破駅前店を核に45の専門店が入居している。前身であるダイヤモンドシティ・東住吉ショッピングセンターの跡地に立地している。
※入居テナントは公式サイトなどを参照。

## 概要
ダイヤモンドシティの第1号店である東住吉ショッピングセンターは、開業当時は西日本最大級のショッピングセンターだった。日本のショッピングセンターの草分けで、ダイヤモンドシティのショッピングセンター運営の原点でもあり、当時の東住吉区の開発に大きな影響を及ぼした。また2階には、ボウリング場のスバルボウルが入居していた。1973年（昭和48年）のボウリング場撤退後は、家電・自転車・日用品売場となっていた。
開業から半年後の1970年（昭和45年）12月、ケンタッキーフライドチキンの日本第2号店が開店している。
近隣では1973年（昭和48年）12月、藤井寺市にダイヤモンドシティ第4号店の藤井寺ショッピングセンターも開業している。
21世紀に入ると、東住吉ショッピングセンターとは比較にならない程の大規模ショッピングセンターが日本各地に展開されるようになり、東住吉ショッピングセンターの近隣でもダイヤモンドシティ・プラウ（現：イオンモール堺北花田）が開業したことに伴い、東住吉ショッピングセンターは34年の歴史に幕を閉じた。塔屋看板は最後までダイヤモンドシティの初代ロゴとジャスコの2代目ロゴ（赤と緑色）を掲げていた。
その後、跡地にイオン株式会社が新たなショッピングセンターを建設して現在に至るが、2006年（平成18年）9月14日から西日本のジャスコでは初のセルフレジ導入が図られるなど、今も小売業界の先駆けとしての性質を保っている。
また、近辺にはライフ、JR大和路線平野駅前にはイズミヤがあり、熾烈な販売合戦を展開している。2023年（令和5年）8月31日には平野駅前にあったマックスバリュ平野駅前店と隣駅の出戸駅前にあった旧ダイエー店舗のイオン長吉店が同時に閉店したため、平野区内におけるイオングループの大型商業施設は当施設のみとなっていたが、2025年（令和7年）4月28日、同区内の長原駅前にイオンリテールによる「そよら長原駅前」が開業した。

## 沿革

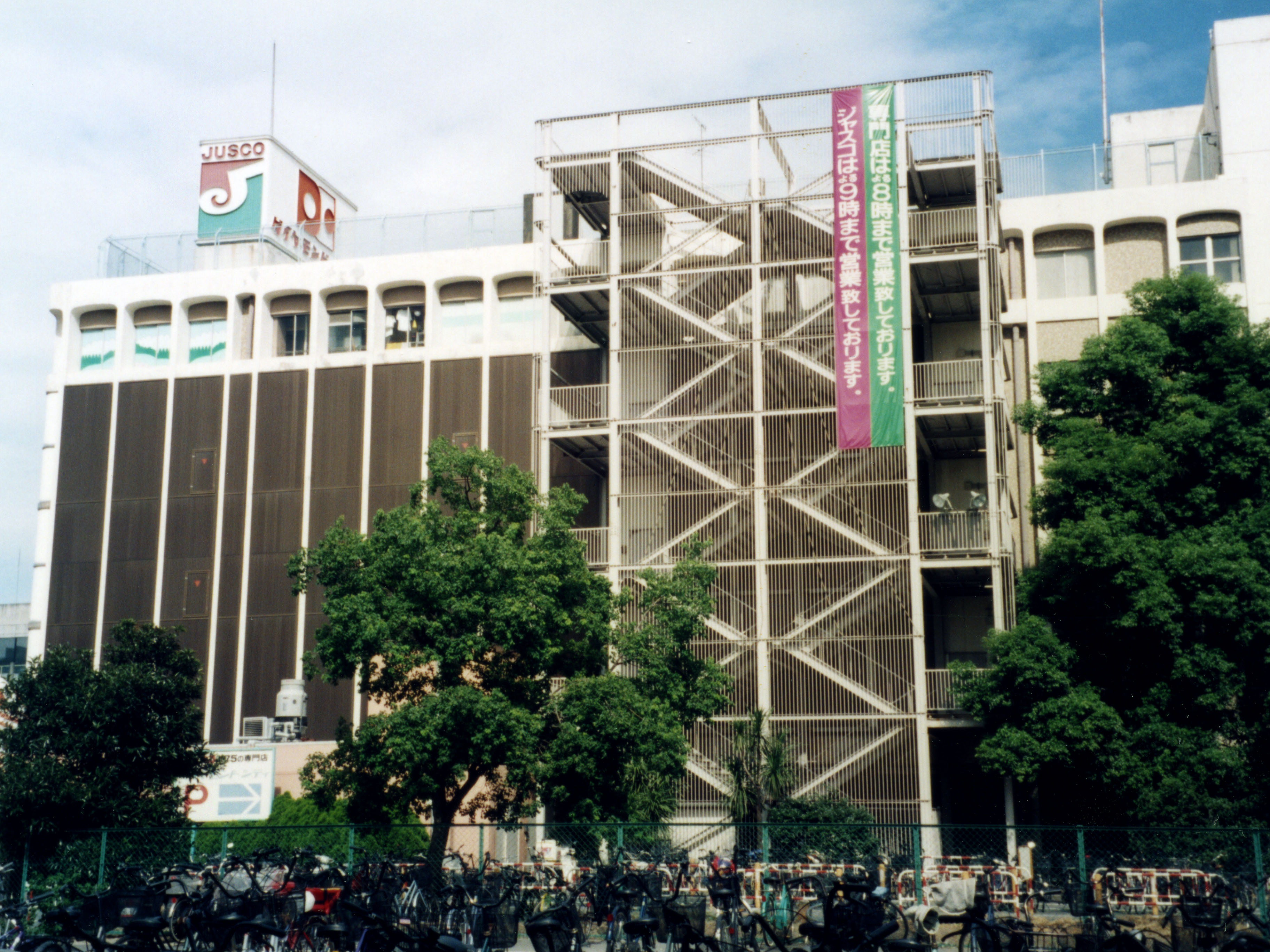
ダイヤモンドシティ・東住吉ショッピングセンター（1997年（平成9年）4月17日撮影）

- 1970年（昭和45年）6月16日 - ダイヤモンドシティ・東住吉ショッピングセンター（ジャスコ東住吉店）が開店する。
- 1974年（昭和49年）7月22日 - 東住吉区から分区となり所在地の住所が平野区になる。
- 2004年（平成16年）10月2日 - 同店が閉店する。
- 2005年（平成17年）12月12日 - イオン喜連瓜破ショッピングセンター（ジャスコ喜連瓜破駅前店）が開店する。
- 2006年（平成18年）9月14日 - イオングループのスーパーマーケットでは西日本で初めて、ジャスコ喜連瓜破駅前店にセルフレジを導入する。
- 2008年（平成20年）8月21日 - イオン株式会社の持株会社移行に伴い、運営がイオンリテール株式会社に移管。
- 2011年（平成23年）3月1日 - イオングループの店舗統合に伴い、店名を「イオン喜連瓜破駅前店」に変更する。

## 主なテナント
- イオン
- 未来屋書店
- ヴィレッジヴァンガード(2024年11月4日閉店)
- スタジオマリオ(2024年11月16日をもって移転統合)
- ワッツ
- ママイクコ
- イオンバイク
- モーリーファンタジー

## 交通
施設内には駐車場が設置されており、90分までは無料で利用できる。また、1,000円以上の買物を行うことでさらに90分（合計180分）無料で利用できる。
- 谷町線 喜連瓜破駅
- 阪神高速14号松原線 喜連瓜破出入口
- 瓜破交差点 - 大阪府道179号住吉八尾線・国道479号・国道309号（長居公園通・内環状線）